# Сеньория Милано
Сеньория Милано (на италиански: Signoria di Milano) е стара италианска държава, създадена през май 1259 г. след избирането на Мартино дела Торе за господар на Милано. От 1259 до 1277 г. е управлявана от рода гвелфи Дела Торе, а след битката при Дезио (21 януари 1277 г.) Наполеоне дела Торе е принуден да предаде длъжността на Отоне Висконти. Господството на гибелинското семейство Висконти довежда до поредица от завоевания, които допринасят за това родът да получи херцогската титла през 1395 г.

## Исторически контекст

### Криза на комуната
Подобно на много италиански комуни от 12 век нататък Милано също придобива консулско управление. Консулите съставляват олигархично правителство, в което глас имат най-важните милански родове: през 1130 г. Милано се управлява от 23 консула и по онова време вече са представени родовете Дела Торе и Висконти. Консулите са разделени на два основни ордена: този на капитанеи (capitanei) – най-благородническата класа и този на валвасори (valvassori) – зависими от първите и през 1035 г. организирани в корпорацията „Мота“ (Motta). След протест през 1198 г. до двата ордена застава и Креденца ди Сант'Амброджо (Credenza di Sant'Ambrogio) – асамблея, съставена от членовете на буржоазните и на народните класи. След формирането на Креденца трите фракции започват дълга поредица от борби, завършили през 1225 г. с победата на Креденца и с решителното намаляване на силата на капитанеи.

### Възход на Дела Торе
Изпадналата в криза благородническа фракция претърпява разцепление през 1240 г. по инициативата на Пагано дела Торе, който решава да се слее с Креденца, която го назначава за подест. От важен род, Пагано става още по-популярен, когато през 1237 г. дава убежище във владенията си в долината Валсасина на остатъците от миланската армия, победена в Битката при Кортенуова (27 и 28 ноември 1237 г.) между Ломбардската лига и император Фридрих II. Пагано дела Торе управлява града до смъртта си на 6 януари 1241 г. В този кратък период на управление той успява да сключи съюзи с морските републики Венеция и Генуа, и да разшири миланската поземлена книга, успявайки да намали данъците и да успокои постоянното недоволство на гражданите.
През 1246 г. сблъсъците между народната фракция и тази на капитанеи-те се възобновяват, което прави невъзможно нормалното управление на комуната. След размириците на 26 май 1247 г. папският легат Грегорио да Монтелонго възлага длъжността на Старейшина на Креденца на племенника на Пагано дела Торе – Мартино дела Торе, който реорганизира общинските власти. За кратко време борбата между Креденца и аристократите се възобновява отново и през 1253 г. маркграфа на Буска Манфредо II Ланча е призован да управлява града. След три години той решава да мине към партията на гибелините и напуска Милано. С вакуума във властта се възобновява и войната. На 5 април 1257 г., преди да се стигне до нов сблъсък, капитанеи-те и Мота – съюзници срещу Креденца (начело с Мартино дела Торе) се съгласяват на примирието от Парабиаго (28-29 август 1257 г.), последвано от Мира от Сант Амброджо (4 април 1258 г.). Междувременно в Комо се възобновява борбата между народната класа, представена от рода Витани, и благородническата класа начело с рода Рускони (Руска). Така през юни 1258 г., само три месеца след мира в Сант Амброджо, капитанеи-те на Милано се притичват на помощ на рода Рускони и тази тяхна намеса провокира бързата реакция на Креденца. Чрез изпращането на войски Креденца води рода Витани към победа и Витани назначават за подест на Комо Мартино дела Торе. Вследствие на тези събития през юли мирното споразумение е нарушено. За да се избегнат допълнителните вълнения, на 30 март 1259 г. в базиликата „Санта Текла“ е предложен изборът на лидер: Мартино дела Торе се кандидатира за Креденца, Ацолино Марчелино за Мота, а за благородниците (капитанеи) – Гулиелмо да Сорезина. Числено превъзходство се пада на кандидата на Креденца, но Мота, въставайки срещу избора, решава да се съюзи с капитанеи-те и да подкрепи Гулиелмо да Сорезина. Въпреки избора на дела Торе Мота се съюзява с благородниците и признава Гулиелмо да Сорезина за лидер. В онзи момент на безизходицата се слага край от папския легат – архиепископът на Амбрюн Енрико да Суза, който приканва Да Сорезина и Дела Торе да напуснат града, за да стигнат до споразумение. Мартино дела Торе отива в Комо, където е подест, събира армия и влиза в Милано. След това Креденца го назначава за господар на Милано, като по този начин е учредена Сеньория Милано.

## История
През май 1259 г. Мартино дела Торе става първият сеньор (господар) на Милано. Като първа мярка той решава да прогони Гулиелмо да Сорезина от града, за да не пречи на управлението му. Няколко дена по-късно, на 17 септември, той решава да се съюзи с Папската държава, за да победи най-големия поддръжник на да Сорезина – гибелинът Ецелино III да Романо, убит на 8 октомври 1259 г. след битката при Касано д'Ада. След елиминирането на враговете Мартино дела Торе търси нови съюзници: на 11 ноември Оберто II Палавичино е назначен за генерален капитан на Милано за пет години въпреки папското отлъчване, а на следващата година папа Александър IV решава да отлъчи и самия дела Торе. Въпреки централизацията на властта Мартино дела Торе не успява да накара да изберат за епископ братовчед му Раймондо дела Торе – пряк потомък на Пагано, който вместо това е назначен в епархия Комо. Отоне Висконти заема мястото си в архиепископията на Милано на 22 юли 1262 г., предизвиквайки гнева на господаря на Милано, който принуждава Висконти с помощта на Палавичино да се приюти в Монтефиасконе в Папската държава. Няколко месеца след отстъплението на Висконти, на 20 ноември 1263 г. Мартино дела Торе умира в Лоди и поради отлъчването си е погребан близо до Абатство Киаравале, а не вътре в него.
Креденца избира Филипо дела Торе – брат на Мартино за господар на Милано. През декември 1263 г. Филипо присъединява Комо към Сшньория Милано благодарение на подкрепата на местния род Витиани. На 11 декември 1264 г., след изтичане на мандата, Оберто II Палавичино е изгонен от Милано, превръщайки се във враг на дела Торе. През 1265 г. Филипо дела Торе предлага военна помощ на Папската държава в замяна на избора на братовчед му Раймондо за архиепископ и свалянето на Отоне Висконти. Предложението е отхвърлено от папа Климент IV. На 24 септември 1265 г. Филипо дела Торе умира, оставяйки конфликтите с църквата нерешени. Въпреки това Филипо Висконти успява да формира обединен гвелфски фронт, оглавяван от Милано и подкрепен от градовете Бергамо, Комо, Леко, Лоди, Монца, Новара, Варезе, Верчели и Бреша, благодарение и на съюзите и роднинските връзки с мощния род Маджи.

### Наполеоне (Напо) дела Торе
През 1265 г. след смъртта на Филипо дела Торе Сеньория Милано преминава в ръцете на Наполеоне дела Торе – син на Пагано, към когото се присъединяват братята му Франческо и Паганино. Франческо е назначен за господар на Сеприо, а Паганино става подест на Верчели. Отмъщението на Оберто II Палавичино не закъснява и на 29 януари 1266 г. Паганино е убит от група изгнани милански благородници, подпомогнати от жители на Павия, наети от Палавичино. След убийството на брат му Напо дела Торе обезглавява 13-те конспиратори благородници и също така заповядва да обезглавят 12 благородници, затворени в миланските затвори след битката при Табиаго и други 28 благородници, затворени в Трецо. За да избегне други набези от бившия си съюзник Палавичино, на 23 март 1266 г. Напо решава да свика представителите на градовете на Ломбардската лига. След като решава проблема с Палавичино, той също така трябва да се изправи пред дългогодишния спор за архиепископията на Милано, започнал през 1259 г. Под натиска на папата на 7 декември 1266 г. Милано решава да приеме назначаването на Отоне Висконти, в резултат на което отлъчването е премахнато за всички миланци. Като предпазна мярка Отоне все още остава във Витербо.
Господството на дела Торе се затвърждава от 1267 до 1274 г. На 4 април 1267 г. Наполеоне и брат му Франческо официално поемат задачата да ръководят Лигата на гвелфите, а през следващите години успяват да управляват Сеньорията при относително спокойствие. В този период има подобрение на отношенията с французите, които сключват по-добри споразумения с Милано по отношение на търговията с вълна. През април 1270 г. Милано води война с Лоди, който 3 месеца по-късно попада под обсадата на Наполеоне и той става господар на града. През 1271 г., поради непрекъснатите войни и увеличаването на данъците, има безброй бунтове: първо Бреша, а след това Лоди изоставят Лигата на гвелфите и преминават към тази на гибелините, но Лоди е завладян от Наполеоне. След Лоди се разбунтува и Комо. Дори в Милано започва да се заражда опозиция. Впоследствие Крема, Кремона и Новара също се вдигат на бунт. През 1272 г. е свикан Съветът на 800-те, който окончателно признава Напо за господар на Милано, като по този начин установява официалното раждане на сеньорията. Напо дела Торе е дарен с имперски викариат на 23 октомври 1274 г. от новоназначения император Рудолф I Хабсбург. След като отново насочва войските си срещу Павия, на 6 юни 1274 г. Напо подписва мирен договор с Павия и Новара.
Съперничеството с архиепископ Отоне Висконти се засилва и Напо решава да изпрати 6000 души да защитават града. В този период има епизоди на партизанска война от страна на павийците и гибелинските фракции. Напо наема наемници, а Родолфо, подпомаган от имперската армия, успява да победи армията на Павия и да убие нейния командир Гофредо ди Ланьоско. Напо също така успява да затвори няколко човека, включително Теобалдо Висконти – племенник на архиепископ Отоне и баща на Матео Висконти. Отоне решава да окупира Кастелсеприо, но е прогонен от Напо. След като Напо дела Торе печели важната битка при Гуацера през 1276 г. в района на Ранко, той губи битката при Джерминяга за притежанието на крепостта на Анджера, която въпреки това остава в ръцете му.
Напо е победен и заловен в битката при Дезио на 21 януари 1277 г. от архиепископ Отоне Висконти. Умира на следващата година в плен в замъка Барадело близо до Комо. Брат му Франческо е убит в същата битка. Синът му Корадо, известен като Моска, и Гуидо – син на Франческо, са взети в плен, но успяват да избягат от замъка през 1284 г. С пристигането на Висконти в Милано владенията на дела Торе са разграбени. От този момент нататък семейство Дела Торе организира безмилостна партизанска война срещу Висконти, подпомогнато от Фриули и от лоялните на тях градове в Паданската низина.
Под управлението на Наполеоне дела Торе Милано е модернизиран чрез обширна програма от обществени поръчки, която го преобразява радикално, превръщайки го в истинския метрополис на Северна Италия. Започва изграждането на църква на мястото на днешната църква „Сан Бернардино але Оса“, а две години по-късно започва и строежът на църквата „Санти Симоне е Джуда“. На 20 май 1271 г. Наполеоне нарежда да бъдат павирани основните пътища, започвайки с тези на Порта Нуова и Порта Ориентале, а през същата година е завършен участъкът от водния път между Милано и Абиатеграсо. През май 1272 г. е решено да се построи кула в Палата на асамблеите (Broletto Nuovo) в Милано.

### Отоне Висконти
През 1277 г. Отоне Висконти реорганизира държавните асамблеи и съставя списък, съдържащ 200-те знатни семейства, допуснати в града. Отоне е принуден да се изправи срещу семейство Дела Торе в Лоди и е подпомогнат от маркграфа на Монферат Вилхелм (Гулиелмо) VII. Вилхелм е назначен за генерален капитан по предложение на Отоне за 10 години. На 11 май 1278 г. Касоно дела Торе завладява Лоди с помощта на имперските войски и на патриарха на Аквилея Раймондо дела Торе. На 13 юли войските на дела Торе, водени от Касоно, успяват да победят Висконти, влизайки в селището на Порта Тичинезе. Междувременно експанзионистичните цели на Вилхелм VII принуждават Отоне Висконти да го освободи от поста на 15 септември 1278 г. Касоно дела Торе обаче атакува Висконти в Горгондзола. Поради голямото си поражение Касоно е принуден да търси помощ от Вилхелм VII и през ноември същата година му дава длъжността на Постоянен сеньор (господар) на Милано, поискана преди това. На 25 май 1281 г. в битката при Ваприо д'Ада между дела Торе и Висконти армията на дела Торе е победена. Патриарх Раймондо се завръща във Фриули, а Лоди получава мир с Милано, при условие че всички милански заточеници гвелфи бъдат прогонени. През декември същата година Вилхелм VII е изгонен от Милано и Отоне си осигурява наследник, като осиновява Гуидо да Кастильоне. През март 1285 г. Гофредо дела Торе, след като събира наемници в Бергамо и Комо, влиза на територията на Милано и завладява Кастелсеприо, унищожено от Висконти две години по-късно.

### Матео Висконти
През декември 1287 г. Матео Висконти е назначен за Народен капитан и незабавно преразглежда общинските устава. През 1291 г. той е номиниран за господар на Милано. През септември 1290 г. маркграф Вилхелм VII тръгва към Милано с дела Торе. Пристигайки в Моримондо, той се отстъпва пред армията на Отоне Висконти и бяга в Алесандрия. Там обаче е заловен и затворен в клетка, в която остава година и половина до смъртта си през 1292 г. На 2 май 1294 г. Матео Висконти е назначен за имперски викарий за Ломбардия и води война в Лоди и Крема. През 1297 г. Матео Висконти построява замъка на Новара, параклиса на Висконти в базиликата „Сант'Еусторджио“ и камбанарията, завършена през 1309 г. и оборудвана с първия обществен часовник в Милано.
През май 1301 г. Висконти предлага назначението на сина си Галеацо за Народен капитан, но роднините му Албертоне Висконти, Ландолфо Бори, Корадо да Сорезина и Пиетро Висконти заговорничат срещу него без успех. След това Матео е призован в Бергамо, за да помири местните семейства. Той е Народен капитан в продължение на 5 години. Именно в Бергамо на 6 юли 1301 г. е окончателно победен маркграфът на Монферат Джовани I заедно с дела Торе и градовете Новара, Верчели, Павия, Комо и Кремона. През април 1302 г. в Лоди се появяват отново представителите на Дела Торе: Корадо 'Моска' дела Торе, Ереко и Мартино – син на Касоне заедно с Антидивисконтската лига под ръководството на Алберто Скоти, съставена от Кремона, Павия, Пиаченца, Новара, Верчели, Лоди, Крема и Монферат. След залавянето на Пиетро Висконти в Бизентрате през юни 1302 г., роднините събират армия от 10 000 души. На 13 юни дворецът на Висконти е разграбен и унищожен от Дела Торе и противниковите роднини. Матео Висконти използва посредничеството на Венеция да преговаря за мир, но с мира от Пиолтело дела Торе го принуждават да се откаже от управлението на Милано.

### Завръщане на Дела Торе
Силата на дела Торе се завръща в града, но народът застава срещу нея, докато Матео Висконти се приютява в Ногарола като гост на рода Скалиджери. През май 1303 г. той окупира Белинцона, след това Варезе, на следващата година е в Бреша, а след това – в Мартиненго. Междувременно дела Торе влизат в конфликт с Алберто Скоти, когото успява да победят през 1304 г. На 17 декември 1307 г. Гуидо дела Торе е назначен за Народен капитан за една година, а на 22 септември 1308 г. е назначен за Постоянен капитан. През 1309 г. започват първите разногласия между Гуидо и Касоно дела Торе, който е заточен. Архиепископът, след като отлъчва Гуидо, на следващата година сключва съюз с Матео Висконти. В тази ситуация се намесва император Хайнрих VII, който сваля от власт Гуидо дела Торе. Хайнрих е номиниран за крал на Италия от Касоно дела Торе в Сант'Амброджо. Поради бунтовете в Милано на 12 февруари 1311 г. императорът събира добра армия. Висконти са готови да я атакуват, а Дела Торе, сигурни в подкрепата на Висконти, подклаждат бунта, но са победени от кралските войски. След това Галеацо Висконти решава да потвърди лоялността си към императора и си възвръща контрола над сеньорията. Така властта на дела Торе над миланското господство изчезва окончателно.

### Власт на Висконти
Властта над града окончателно се връща в ръцете на Висконти на 20 септември 1313 г., когато Матео Висконти е назначен отново за доживотен господар на Милано. Дела Торе – съюзници на Павия възобновяват битката с Висконти и на 24 септември са победени при Ро. Родът дела Торе получава папска подкрепа и на 28 май 1317 г. папата обявява господството на Матео за нелегитимно. Въпреки това силата на Висконти продължава да се увеличава с назначаването на Джовани Висконти за архиепископ на Милано. Назначението обаче не е прието от папа Йоан XXII, който назначава Айкардо Антимиани от Новара. Междувременно се установяват нови търговски отношения с Република Венеция и с Франция.
На 4 януари 1318 г. Матео Висконти е отлъчен от църквата и впоследствие същото наказание е наложено на Кангранде дела Скала и на Пасерино Бонаколси – владетели гибелини от Верона и Мантуа. Отношенията с папството остават напрегнати. След като Матео Висконти не се явява в папския двор в Авиньон, на 16 декември 1321 г. папата нарежда на миланския архиепископ в изгнание Айкардо ди Камодеджа да започне нов процес за ерес срещу него, сина му Галеацо и много, по онова време вече умрели, техни роднини като Отоне Висконти. На 30 март 1322 г. миланците са поразени от инквизицията и губят собственост и права. Матео Висконти, вече на 74 години, се оттегля в Крешенцаго, където умира на 24 юни 1322 г., оставяйки управлението на сина си Галеацо, номиниран за господар на 10 юли.
По време на господството си Матео Висконти се посвещава на благоустройствени дейности: през 1316 г. започва строителството на Loggia degli Osii на Пиаца дей Мерканти в Милано, а на следващата година – църквата „Санта Мария дей Серви“.

#### Галеацо Висконти
Ситуацията в Милано обаче все още е хаотична и на 8 ноември Галеацо Висконти е принуден да напусне Милано и да се приюти в Лоди след сблъсъци с Лодризио Висконти, Франческо да Гарбаняте и онези миланци, които търсят споразумение с папата. Управлението на Милано е поверено на бургундския капитан Джовани ди Шатийон – викарий на Фридрих Красивия, който остава в Ломбардия след поражението на своя господар. Поради страха от завръщането на дела Торе на 12 декември Галеацо е призован да ръководи града, изпаднал в хаос и подложен на грабежи. Папата воюва в Милано заедно с рода дела Торе и успява да превземе Монца, и обявява Галеацо за еретик. През 1323 г. изтощените папски войски се отправят към Монца, обсадена на 8 август от Марко Висконти. През февруари 1324 г. папската армия е победена от миланците при Ваприо д'Ада. Симоне дела Торе умира и командирът Раймондо да Кардона е заловен, след което е освободен, за да може да обсъди мирния договор с папата в Пиаченца.
През 1325 г. Галеацо Висконти се посвещава на изграждането на замъка на Монца.
Работата по обединението е завършена от Ацо Висконти – син на Галеацо и внук на Матео, който работи за поставяне на основите на структура, която политически ще координира неговите владения и ще централизира властта в ръцете на династията. През 1327 г., със смъртта на баща си, той остава единственият наследник и против папата купува титлата „викарий на Милано“ от император Лудвиг IV Баварски. През 1332 г. към управлението на новия викариат се присъединяват чичовците му Лукино и Джовани Висконти – синове на Матео. Така тримата образуват нещо като триумвират. Другият му чичо Лодризио, оставен настрана, напразно организира конспирации, за да ги свали. След като всички негови съучастници са арестувани от Ацо на 23 ноември 1332 г. и са затворени в затворите на Монца (наричани фурни), Лодризио е принуден да бяга във Верона. Там, като гост на Мастино II дела Скала, той сключва поредица съюзи, включително със самите Скалиджери и с господаря на Новара Калчино Торниели – враг на архиепископ Джовани Висконти. Решителната битка се води на 21 февруари 1339 г. при Парабиаго и е спечелена от Триумвирата.

### Триумвират
На 11 октомври 1354 г., след смъртта на архиепископ Джовани Висконти, Сеньория Милано е разделена между племенниците му Матео II, Галеацо II и Бернабо Висконти. В този период бъдещият император Карл IV идва в Италия, за да бъде коронясан. На 6 януари 1355 г. той е коронясан с желязната корона от новоназначения архиепископ на Милано Роберто Висконти. Императорът отива и в Рим, където е коронясан още веднъж на 5 април 1355 г. Между 8 и 15 май Карл IV изпраща новите дипломи за имперски викариат до Висконти, които разделят териториите между тримата братя, тъй като те са издадени от императора преди коронацията му в Рим. Междувременно, на 17 април 1355 г., малко преди изтичането на примирието между Лигата и Висконти, срещу Висконти се вдига Джовани Висконти да Оледжо. Той нахлува в Болоня и на 20 април се самопровъзгласява за подест. През август, след превземането на Болоня, Бернабо решава да се намеси и да завземе града, но няма успех.
Триумвиратът е краткотраен: на 26 септември 1355 г. Матео II Висконти умира внезапно в замъка си в Сароно, вероятно от ръцете на двамата си братя. Сеньорията е разделена отново между Галеацо II и Бернабо, които получават съответно западната и източната част на владението, докато на децата им не е признато право на онаследяване.

### Война с Маркграфа на Монферат
Едновременно с края на триумвирата, на 30 октомври 1355 г. се ражда нова лига срещу Милано начело с маркграфа на Монферат, който на 15 декември обявява война на Милано. През 1355 г. властта на маркграф Джовани II Монфератски нараства: благодарение предоставената от него защита на императора по време на идването му в Рим, на 3 юни маркграфът получава имперския викариат на Павия, споделяйки го с братовчед си Ото IV Брунсвик.
Войната започва на 23 януари 1356 г. с окупацията на Асти. На 4 февруари Джовани II превзема Алба, на 15 – Кунео, и също така отнема от Висконти Мондови и Киери. На 10 февруари на помощ на маркграфа се притича подестът на Болоня Джовани Висконти да Оледжо, който едва два месеца по-рано се е договарил с Бернабо да споделят властта над Болоня. Отговорът на Висконти не закъснява и през април Галеацо, с помощта на Пандолфо Малатеста, обсажда Павия и напада Монферат. Обсадата обаче не е успешна и на 28 май, след изненадваща атака, водена от монаха Якопо Бусолари, армията на Галеацо II Висконти претърпява сериозно поражение. Скоро Висконти са принудени да потърсят съюзници. На 27 юни те сформират лига с Жак Савойски-Ахая, който обаче моли двамата господари на Милано да се намесят срещу маркграфа на Салуцо Томас II. Отнетите от Висконти територии на Мондови, Мороцо, Кунео и Кераско са превзети през юни 1356 г. от Филип II Анжуйски – викарий в Пиемонт на кралицата на Неапол Джована I Анжуйска. Войната продължава и през август. Бернабо Висконти решава да обсади Кастелеоне, където обаче е победен. Проблемите се увеличават, когато на 4 октомври имперският викарий Марквард фон Рандек обвинява Галеацо и Бернабо Висконти в обида на императора и тръгва към Милано. На 9 ноември 1356 г. е загубена и Новара, но четири дни по-късно, в битката при Казорате Примо, имперските войски начело с Марквард фон Рандек претърпяват поражение от миланската армия и викарият е взет в плен. По време на битката войските на Бернабо са командвани от Лодризио Висконти, а тези на Галеацо – от довереника му Пандолфо Малатеста. Междувременно се възражда Генуа, която възстановява дожа си Симоне Боканегра.
През пролетта Бернабо е упълномощен от папата да завладее Болоня и се опитва да превземе Реджо и Мантуа, но няма успех. Друг проблем за Висконти е граф Ландо – съюзник на Антивисконтската лига и ръководител на наемническата дружина „Гранде компания“, който през ноември 1357 г. започва да разграбва околностите на Милано.
На 6 април 1358 г. в Милано е открита мирна конференция, в която взимат участие всички италиански държави, включително Венецианската република и Савойското графство. След двумесечна работа, на 8 юни 1358 г. в базиликата „Сант'Амброджо“ е сключен мир. След споразумението Новара и Алба се връщат на Висконти, а Асти и Павия остават в ръцете на маркграфа на Монферат.
От първоначална съвкупност на градове, подчинени на властта на един-единствен господар, Джовани и Лукино, но преди всичко Джан Галеацо и Бернабо Висконти създават своеобразна държавна структура чрез интензивна дейност по консолидиране на тяхното надмощие, осъществена чрез намаляването на местните автономии и привличането в тяхната орбита на множество малки селски господарства. С Джовани Висконти в средата на 14 век се наблюдава първото голямо разширение на владенията на рода Висконти с победата над господарите на Верона (Скалиджери) и с подчинението на Генуа и Болоня. Благодарение на тези разширения Джан Галеацо Висконти успява да получи титлата херцог от император Вацлав IV на 5 септември 1395 г. По този начин се слага край на Сеньория Милано и се поставя началото на Миланското херцогство.

## Икономика
През 13 век Милано е един от малкото европейски градове с над 150 000 жители, занаятчийството се развива активно, особено металообработването за производство на оръжия, тъканите, селското стопанство и животновъдството процъфтяват, а търговският трафик е интензивен. Това е и поради изграждането на плавателния канал Навильо Гранде (Naviglio Grande), който благоприятства търговията и разумно напоява провинцията. Началото на строежа на Миланската катедрала от Джан Галеацо Висконти през 1387 г. е проява по най-осезаем начин на утвърждаването на просперитета на града и на господството на Висконти. Обширни описания на дейностите в Милано се намират в книгата De magnalibus urbis Mediolani на Бонвезин де ла Рива.

## Гербове
- 1259-1274
- 1274-1277
- 1277-1395

## Списък на сеньорите на Милано
| Име                                     | Период    |
| --------------------------------------- | --------- |
| Пагано I дела Торе                      | 1197–1241 |
| Пагано II дела Торе                     | 1247–1257 |
| Манфредо Ланча                          | 1253–1256 |
| Мартино дела Торе                       | 1257–1259 |
| Оберто Палавичино                       | 1259–1264 |
| Филипо дела Торе                        | 1263–1265 |
| Наполеоне дела Торе                     | 1265–1277 |
| Отоне Висконти, архиепископ на Милано   | 1277–1294 |
| Матео I Висконти                        | 1294–1302 |
| Гуидо дела Торе                         | 1302–1311 |
| Матео I Висконти                        | 1311–1322 |
| Галеацо I Висконти                      | 1322–1327 |
| Ацо Висконти                            | 1329–1339 |
| Лукино Висконти                         | 1339–1349 |
| Джовани Висконти, архиепископ на Милано | 1349–1354 |
| Матео II Висконти                       | 1349–1355 |
| Галеацо II Висконти                     | 1349–1378 |
| Бернабо Висконти                        | 1349–1385 |
| Джан Галеацо Висконти                   | 1378–1395 |